# Onésiphore Pecqueur
Onésiphore Pecqueur (* 3. April 1792 in Sibiville, Département Pas-de-Calais; † 10. März 1852 in Paris) war ein französischer Uhrmacher, Erfinder und Industrieller, der unter anderem das Differentialgetriebe für Fahrzeuge erfand.

## Leben
Onésiphore Pecqueur wurde am 3. April 1792 in Sibiville bei Arras im Norden Frankreichs geboren. Sein Vater war Bauer. Als er elf oder zwölf Jahre alt war, quartierte sich eine Einheit der Armée de Boulogne Napoleon Bonapartes im Bauernhof seines Vaters ein. Einige der Soldaten erzählten von der faszinierenden Mechanik der Kirchenuhren großer Städte wie Straßburg und Mailand. Durch die Erzählungen inspiriert, fertigte der junge, einschlägig interessierte Onésiphore Pecqueur eine funktionierende Uhr. Seine Eltern, die die Beschäftigung ihres Sohnes mit Mechanik bis dahin als Zeitverschwendung betrachtet hatten, schickten ihn daraufhin im Alter von 20 Jahren in die Lehre zu einem Uhrmacher nach Paris. Nach nur sechs Monaten beendete er die Lehre und entwickelte eine Theorie zur Funktionsweise von Räderwerken.
1817 trat er nach Bestehen des Aufnahmeverfahrens (eines Concours) in die Werkstatt des damals von Gerard-Joseph Christian geleiteten Conservatoire national des arts et métiers (CNAM) ein; 1824 (nach anderen Angaben bereits 1819) wurde er Leiter der Werkstatt. In dieser Tätigkeit erfand er zahlreiche Apparaturen und entwickelte technische Prozesse.
1844 gründete Pecqueur im Pariser Quartier Popincourt, d. h. dem 11. Arrondissement, eine Zuckerraffinerie, in der mit den von ihm erfundenen Verfahren und Maschinen Rübenzucker hergestellt wurde. Das Unternehmen war ein Erfolg.
Onésiphore Pecqueur starb am 10. März 1852 in Paris. Die Grabrede bei seiner Beerdigung am 12. März 1852 hielt der Mathematiker, Ingenieur und Politiker Charles Dupin. Zur Trauergemeinde zählten zahlreiche weitere Prominente, darunter Vertreter des CNAM und der Académie des sciences: der Mathematiker und Naturwissenschaftler Jean-Victor Poncelet, der Ingenieur Charles Combes, der Ingenieur und Erfinder Eugène Bourdon, der Ingenieur und Unternehmer Ernest Goüin sowie der Baron Isidore Taylor, Gründer der Association des inventeurs et artistes industriels, in der Pecqueur Präsident gewesen war.

## Leistungen
1814 prämiierte das Athénée des arts, eine 1792 gegründete Pariser Einrichtung zur Förderung technischer Erfindungen, einen von Pecqueur entwickelten Ellipsenzirkel sowie ein mechanisches Modell der Himmelskörper des Sonnensystems (Sphère mouvante).
In der Werkstatt des CNAM war er beteiligt am Bau eines Modells des von Aimé-Gabriel d’Artigues erfundenen, als „hydraulisches Pendel“ bezeichneten Schöpfwerks sowie an Experimenten des Hochschulleiters Christian zu Wasser und Dampf.
1818 baute Pecqueur eine Uhr, die sowohl die Sternzeit als auch die mittlere Ortszeit anzeigte; das System wurde später von dem Erfinder und Hersteller von Präzisionsinstrumenten Henri Gambey weiterverwendet. Für diese Erfindung wurde ihm auf der nationalen Industrieausstellung 1823 eine Goldmedaille verliehen. Auf der Ausstellung 1819 hatte er bereits eine Silbermedaille bekommen.
Weiterhin erfand er eine Reihe von Apparaturen und Maschinen der Dampf- und Hochdrucktechnik, darunter eine Direktrotations-Dampfmaschine (1824), eine Anlage zur Speisung von Schiffsdampfmaschinen mit destilliertem Wasser (1831) sowie Kesselanlagen für verschiedene Anwendungsbereiche, darunter die Zuckerrübenverarbeitung und die Dampfschifffahrt. 1839 erfand er einen elastischen Reifen für Fahrzeuge. 1846 schlug er eine druckluftgetriebene Eisenbahn vor, bei der die Versorgung mit Druckluft während der Fahrt über eine zwischen den Schienen verlegte Leitung erfolgen sollte.
Bereits 1827 konzipierte er einen Dampfwagen zum Einsatz auf gewöhnlichen Wegen und Straßen. In diesem Projekt ist zum ersten Mal weltweit ein Differentialgetriebe für ein Kraftfahrzeug beschrieben, das es den Rädern einer angetriebenen Achse erlaubt, bei Kurvenfahrt unterschiedlich schnell zu drehen. Bei dem von Pecqueur patentierten Mechanismus sind die getriebenen radseitigen Wellen jeweils mit einem Kronenrad fest verbunden; als Umlaufrad greift ein Stirnrad in die beiden Kronenräder, dessen Steg mit dem Antrieb verbunden ist.
Weitere bedeutende Erfindungen Pecqueurs waren ein mechanischer Drehmomentsensor und eine Maschine zur Herstellung von Fischernetzen.